# Ida de Lorena
Ida de Lorena, también conocida como Ida, condesa de Boulogne (h. 1160 - 1216). Fue condesa de Boulogne de 1173 a 1216.

## Primeros años de vida
Era hija de Mathieu de Alsacia, conde de Boulogne y de María de Blois condesa de Boulogne. Mathieu se casó con María sacándola de un convento de Ramsay, pero la iglesia se opuso a este matrimonio que, finalmente, fue anulado en 1170 aunque Mathieu continuó siendo conde de Boulogne, título aportado por su esposa. Pese a la irregularidad de su matrimonio los dos hijos habidos del mismo fueron legitimados e Ida pudo suceder a su padre en 1173.

### Matrimonios, relaciones e hijos
Siguiendo los consejos de su tío Felipe de Alsacia conde de Flandes, Ida se casó, en 1181 con Gérard de Gueldre que murió ese mismo año. Ida se casó, en segundas nupcias, en 1183, con Bertold IV de Zähringen, conde de Zähringen que murió tres años después.
Viuda por segunda vez, se amancebó con Arnould II de Guînes con el que estaba a punto de casarse cuando fue raptada en 1190 por Renaud de Dammartín (1175-1227), conde de Dammartín que la llevó a Lorena. Esto ocurría con frecuencia con las herederas de la Edad Media. La situación se complicó cuando Arnaud de Guînes recibió un mensaje de Ida. Arnoud acudió con presteza para liberarla pero fue capturado en Verdún por los compañeros de Renaud. Finalmente, Ida, fue liberada gracias a la intervención del arzobispo de Reims, Guillermo.
Ida y Arnaud tuvieron una hija:
- Matilde II († 1260, condesa de Boulogne y de Dammartin, casada con:
- 1.- en 1218 con Felipe Hurepel (1200-1234), conde de Clermont-en-Beauvaisis.
- 2.- en 1235 con Alfonso III, rey de Portugal (1210-1279).